# Kドック!
Kドック!（けいドック!）は、2025年4月25日からABCテレビで放送されている、韓国の最新エンタメやトレンドを紹介するバラエティ情報番組。毎月第4金曜深夜放送。

## 概要
番組名のドックは、韓国語で「オタク」の意味である。
『K-POPドック!』（2024年1月 - 2025年3月 MC 古川優香）はK-POP情報番組だったが、リニューアルされた『Kドック!』（2025年4月 - MC コットン）はK-POPだけでなく韓国カルチャー全般の最新情報を紹介。
DLEが番組企画を全面的にプロデュース。

## 出演
メインMCキャラクター
- シル：コットン 西村真二[4]
- ルド：コットン きょん[4]

サブキャラクター
- プノン：村田果奈美（DLE）

## スタッフ
- 企画：安 正濱（DLE KOREA）
- ナレーション：鷲尾千尋
- 構成：鹿谷忠弘
- 編集：川添涼太朗、上野詩織
- MA：脇田結花
- CG：明石達也
- 音効：三木直彦
- 編成：荒川美幸
- 番宣：藤田真由香
- SNS：柳田美奈、三河知美
- 演出：大西亜季
- プロデューサー：上野晴弘、山口正紘
- 制作協力：ABC LIBRA
- 制作著作：ABCテレビ、DLE

## K-POPドック!
2024年1月20日から放送・配信されたK-POP情報番組。地上波放送後、ABEMA・TVerでも配信された。2025年3月29日放送終了。

### 出演
MC
- 古川優香[6]
K-POPアーティストのサイン会、イベント、ライブにも参加するほど大のK-POP好き[5]。

ゲスト
- 森 香澄
- 北原里英
- 森迫永依
- HAYATO（ONE N' ONLY）
- 橘すず（彗星♩dropTune°）
- 丸山礼
- 長谷川ミラ
- 真野恵里菜
- 朝日奈央
- nami
- 播磨かな
- 古家正亨
- 静恵一（サミットクラブ）
- NICE73
- 柏木由紀
- 高田夏帆、高橋朱里、レミ
- 堀くるみ
- 谷口太一（DXTEEN）